# Bory Bagienne nad Bukową
Bory Bagienne nad Bukową (PLH180048) – projektowany specjalny obszar ochrony siedlisk, aktualnie obszar mający znaczenie dla Wspólnoty, położony na Równinie Biłgorajskiej, na terenie gminy Harasiuki, między Bukową a Jarocinem, o powierzchni 532,2 ha.
W obszarze podlegają ochronie następujące typy siedlisk z załącznika I dyrektywy siedliskowej:
- sosnowy bór bagienny Vaccinio uliginosi-Pinetum
- torfowiska przejściowe: zespół turzycy nitkowatej Caricetum lasiocarpae, mszar przygiełkowy Rhynchosporetum albae, zespół wełnianki wąskolistnej i torfowca kończystego Eriophoro angustifolii-Sphagnetum recurvi
- łąki świeże
- łęgi